# Blasfemie

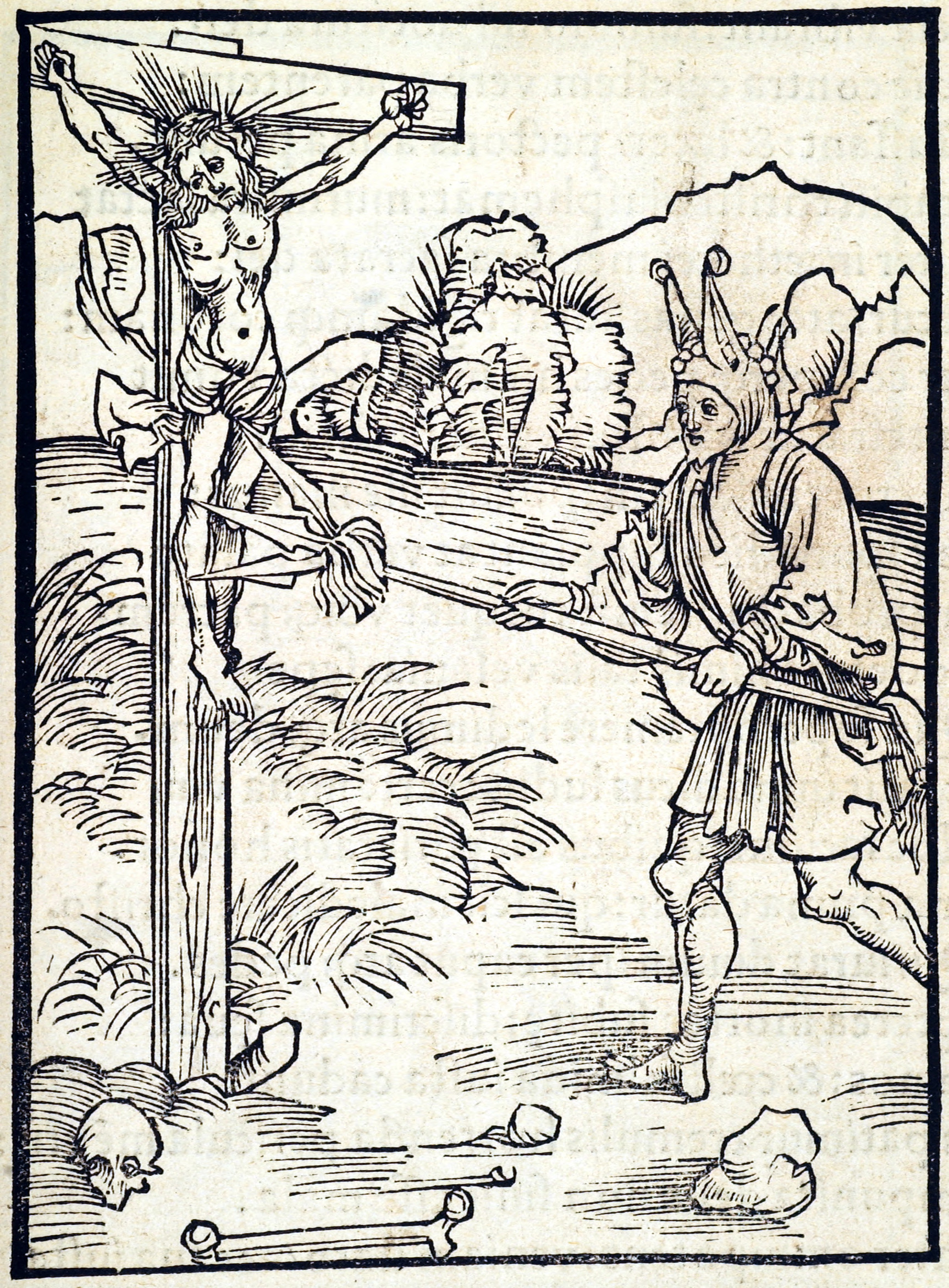
Despre blasfemie, din Corabia nebunilor, gravură în lemn, atribuită lui Albrecht Dürer

Blasfemia este folosirea nerespectuoasă a numelui unei divinități, defăimarea religiei, comiterea unui sacrilegiu.
În unele state blasfemia este o infracțiune, de exemplu capitolul 272 din General Laws ale statului Massachusetts, prevede pentru jignirea lui Dumnezeu, Isus Hristos sau Duhului Sfânt o pedeapsă de până la un an de închisoare sau o amendă de până la USD 100, după care se pot impune condiții de bună comportare. Însă, Amendamentul I la Constituția Statelor Unite ale Americii garantează exprimarea liberă și nestânjenită asupra oricărui subiect.
În Israelul antic, pentru blasfemie se aplica pedeapsa cu moartea prin lapidare, conform Bibliei (Levitic 24:10-16). Această prevedere a fost păstrată la redactarea Coranului și este prezentă în shariah, pedepse cu moartea pentru blasfemie fiind aplicate în ultimii ani în Afganistan, Iran și Pakistan.
Legislația Regatului Țărilor de Jos (art. 147 Cod penal) prevede maxim trei luni de închisoare pentru blasfemie, dar conform principiului oportunității acestă infracțiune n-a mai fost pedepsită în ultimii 40 de ani în acest regat. Camera inferioară a Parlamentului olandez a adoptat o propunere de lege pentru scoaterea blasfemiei din codul penal olandez. Urmează ca Senatul să se pronunțe în privința propunerii.
În Regatul Unit al Marii Britanii și al Irlandei de Nord a fost propusă acuzarea lui Salman Rushdie pentru blasfemie, dar legea din acel moment prevedea pedepse doar pentru jignirea Bisericii Anglicane și a credințelor și ritualurilor ei. În 2008 aceste pedepse au fost abolite și ele.